# Sophie Berthelot
Sophie Berthelot, nacida Sophie Caroline Niaudet (París, 16 de febrero de 1837 - París, 18 de marzo de 1907) fue una química francesa. También llamada "la desconocida del Panteón" fue la primera mujer enterrada en el Panteón de París (1907) pero no fue como reconocimiento a su labor científica sino en  "homenaje a su virtud conyugal" por su condición de esposa del químico e historiador Marcellin Berhelot.

## Biografía
Sophie Berthelot, sobrina de Louis Breguet, recibió una educación extremadamente estricta, en la tradición calvinista por parte de su madre quien transmitió las normas a sus hijas y a sus nietos. 
En 1861 se casó con el químico y político Marcellin Berthelot. Se conocieron en el salón de un matemático y Berhelot se enamoró de ella. Según la historiadora Jacqueline Lalouette Marcellin se enfrentó a su familia muy católica que rechazaban que se casara con una mujer protestante.
De su unión con Berthelot nacieron seis hijos, entre ellos el político e historiador André Berthelot (1862-1938), el sabio Daniel Berthelot (1865-1927), el diplomático Philippe Berthelot (1866-1934) y el filósofo René Berthelot (1872-1960).
Murió el 18 de marzo de 1907 una horas antes que su marido quien la estuvo velando hasta la muerte. Horas después, según contó una de sus hijas en una carta a su marido, su padre Marcellin fue a descansar en un canapé del salón y también murió.

## Inhumación
El presidente de la República francesa Armand Fallières originario de Lot-et-Garonne exigió que la química reposara en el Panteón de París junto a su difunto marido porque "los dos esposos que habían amado tiernamente, habían pedido no ser separados en la muerte ya que no lo habían sido en la vida". Esta distinción le fue atribuida "en homenaje a su virtud conyugal". Sophie Berthelot se convirtió así en la primera mujer inhumada en el Panteón, aunque no por méritos propios.
El Parlamento acordó celebrar funerales nacionales para Marcelin Berthelot el 20 de marzo y el 24 de marzo adoptaron una ley estipulando que "los restos de Marcelin Berthelot y los de su esposa Marcelin Berthelot fueran depositados en el Panteón". Respondiendo así a la voluntad de la familia que pidió que el matrimonio no fuera separado de lo contrario permanecerían enterrados juntos en el mausoleo familiar.
Su elogio fue pronunciado por Aristide Briand, ministro de la Instrucción pública. En su discurso, rindiendo homenaje a Sophie Berthelot : 

"La Sra. Berthelt tenía todas las cualidades raras que permiten a una bella mujer, graciosa, dulce, amable y cultivada de ser asociada a las preocupaciones, a los sueños y a los trabajos de un hombre genial. Vivió con Berthelot en una comunión de sentimientos y de pensamientos que les convirtió en un matrimonio perfecto que sólo estremecía un mismo corazón y brillaba un sólo espíritu [...]"

Con motivo de la inhumación de Germaine Tillion, la diputada socialista Danielle Bousquet recordó las circunstancias de la inhumación de Sophie Berthelot, la primera mujer en haber sido enterrada en el Panteón por circunstancias excepcionales.

## Reconocimientos
Un liceo de Calais lleva el nombre de Sophie Berthelot, decidido por su alcalde Émile Salembier en 1909.